# هاري جاكوبس
هاري جاكوبس (بالإنجليزية: Harry Jacobs)‏ هو لاعب كرة قدم أمريكية أمريكي، ولد في 4 فبراير 1937 في كانتون في الولايات المتحدة.

## وصلات خارجية
- هاري جاكوبس على موقع مرجع كرة القدم المحترفة.كوم (الإنجليزية)